# اولبراختسیتسه (استان اشوی‌داشکسیه)
اولبراختسیتسه (به لهستانی: Olbrachcice) یک منطقهٔ مسکونی در لهستان است که در گمینا ووجسواو واقع شده‌است.